# Национальный парк Схиньяс-Марафон
Национальный парк Схиньяс-Марафон (греч. Εθνικό Πάρκο Σχινιά Μαραθώνα) — греческий национальный парк, расположенный в Аттике в 40 км к северо-востоку от Афин на Марафонской равнине. Это крупнейшая экосистема Аттики с заболоченным побережьем, представляющая исключительный интерес как ландшафт, основанный на тонком балансе воды. Площадь парка составляет 13,84 км² с учётом морской территории, включает в себя сосновый лес, большое болото, полуостров Киносура и заболоченное побережье (ранее там находилась база ВМС США Като-Сули, активная до 1990-х).
Национальный парк имеет огромное природное и экономическое значение: ежегодно сюда приезжают туристы, отдыхающие на побережье и занимающиеся плаванием, а также наблюдающие за птицами и пейзажем. Исторически парк связан с городом Марафон, у которого когда-то состоялась известнейшая битва греко-персидских войн. На поле битвы сейчас располагается болото. Парк относится к паркам IV категории по версии МСОП, включён в территорию коммуны Марафон.

## Структура
В 2000 году президентом Греции был издан указ 22-6/3-7-2007 о включении приморской зоны и земли Схиньяс в состав Национального парка, а также о разделении парка на следующие территории:
- Зона Α1. Зона сохранения водно-болотных угодий
- Зона Α2. Холмистый регион полуострова Киносура — холм Драконера (природоохранная зона)
- Зона Α3. Зона сосновых лесов Алеппо (природоохранная зона)
- Зона Α4. Зона источников Макариас (природоохранная зона)
- Зона Α5. Морская зона бухты Маратон[себ.] залива Петалия
- Зона Β1. Зона экологического образования
- Зона Β2. Рекреативная и туристическая зона
- Зона Β3. Место для купания в бухте
- Зона C. Контролируемая зона для ведения сельского хозяйства.

Законом № 3044/2002 образован институт управления Национальным парком Схиньяс-Марафон.

## Проблемы парка
- Леса постоянно находятся под угрозой пожаров из-за состава растительности. В 2004 году была установлена автоматическая противопожарная система, но она не функционирует[2]. Также фиксируются случаи браконьерства[2].
- Оказываемое туристами воздействие в зонах A3 и B3 часто является нарушением законодательства на территории парка. Так, в области есть небольшой жилой комплекс, который был закрыт после образования национального парка, собственники земельных участков были возмущены подобными действиями. Также фиксируются случаи самовольного строительства[2].
- В преддверии Олимпиады 2004 года для олимпийского центра по гребле на каноэ и байдарках[англ.] специально проводился водозабор из парка, что привело к осушению болота на долгое время[3].